# Pabstiella tripterantha
Pabstiella tripterantha är en orkidéart som först beskrevs av Heinrich Gustav Reichenbach, och fick sitt nu gällande namn av Fábio de Barros. Pabstiella tripterantha ingår i släktet Pabstiella och familjen orkidéer. Inga underarter finns listade i Catalogue of Life.

## Bildgalleri

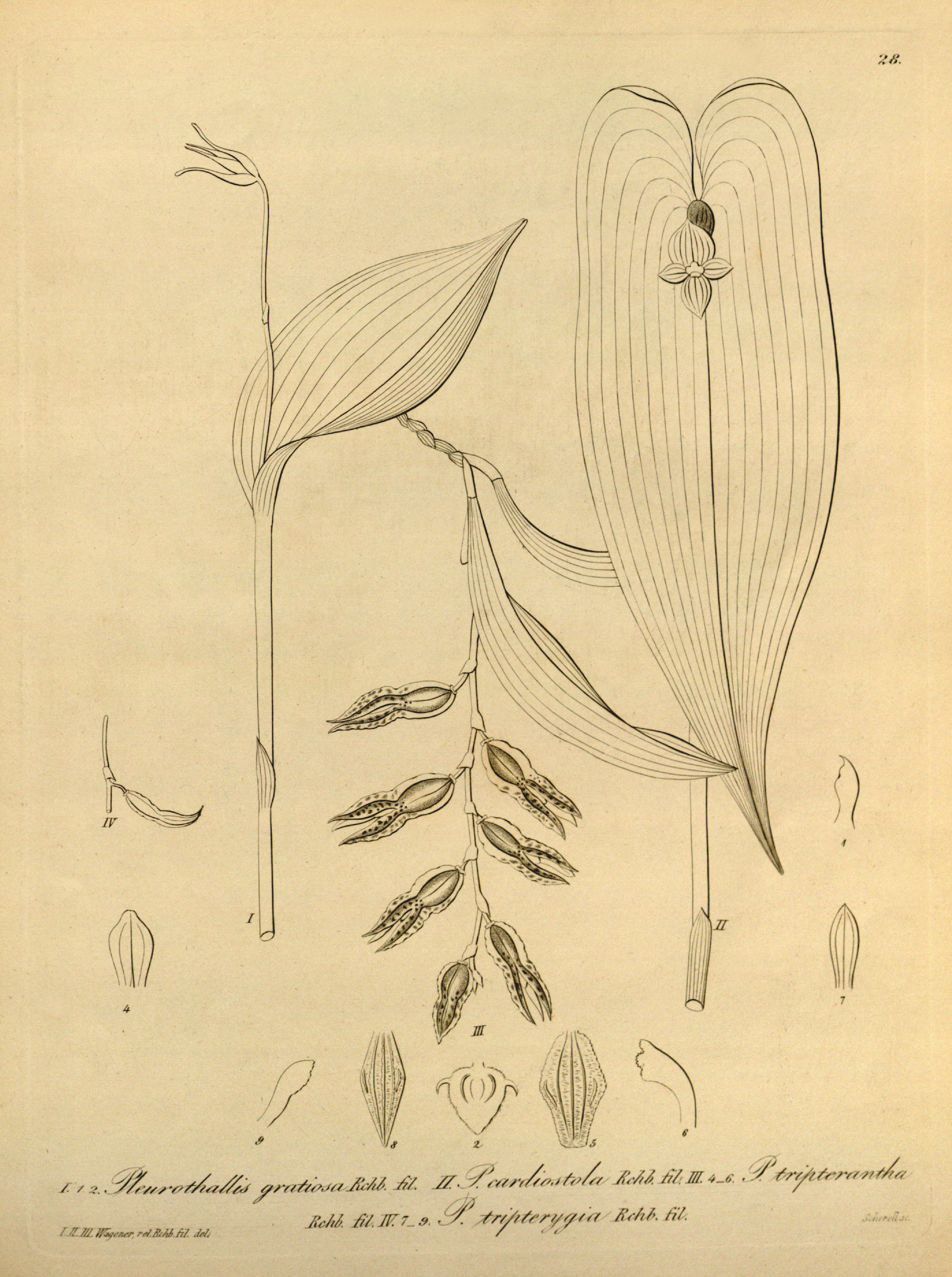
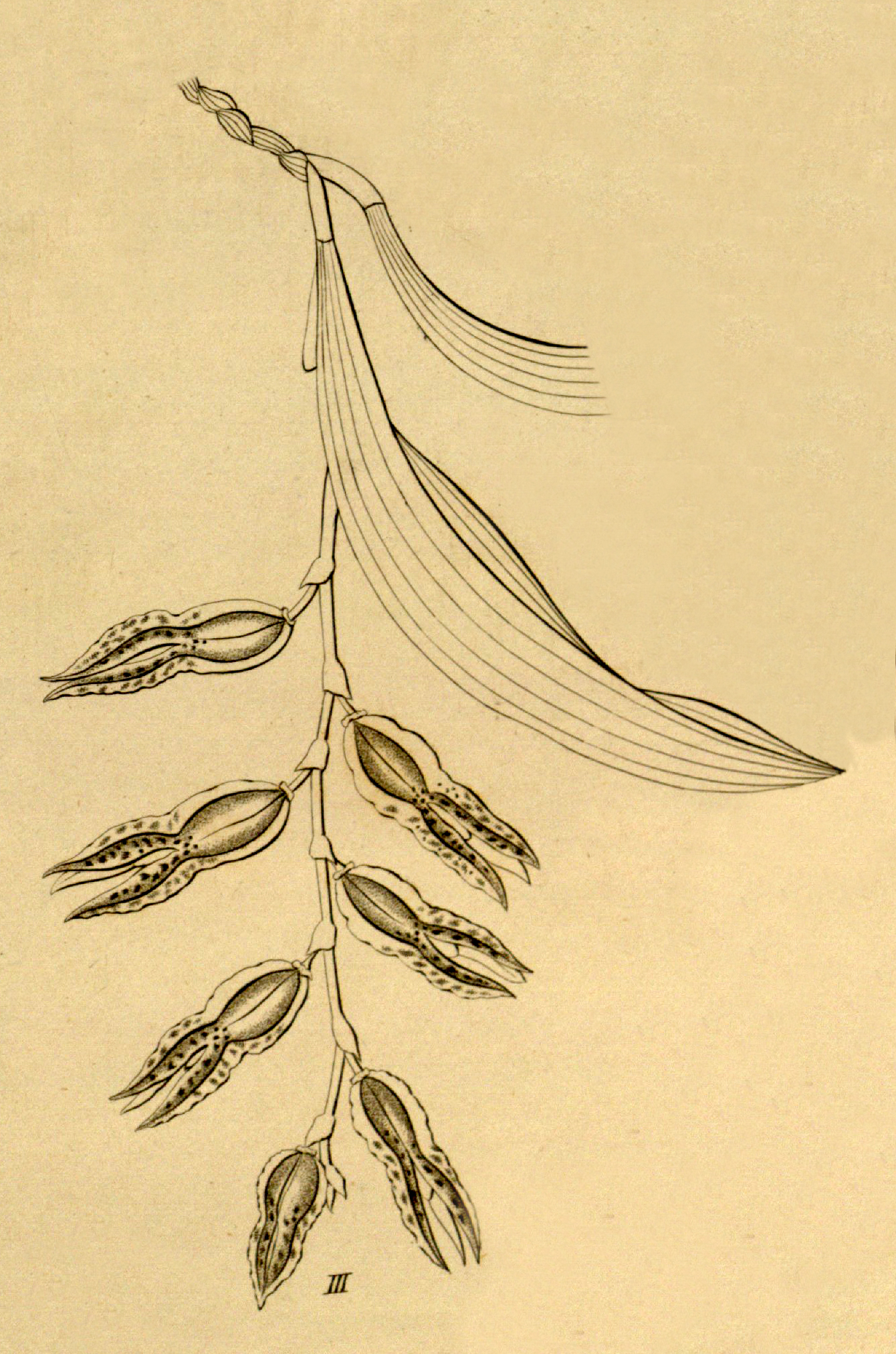
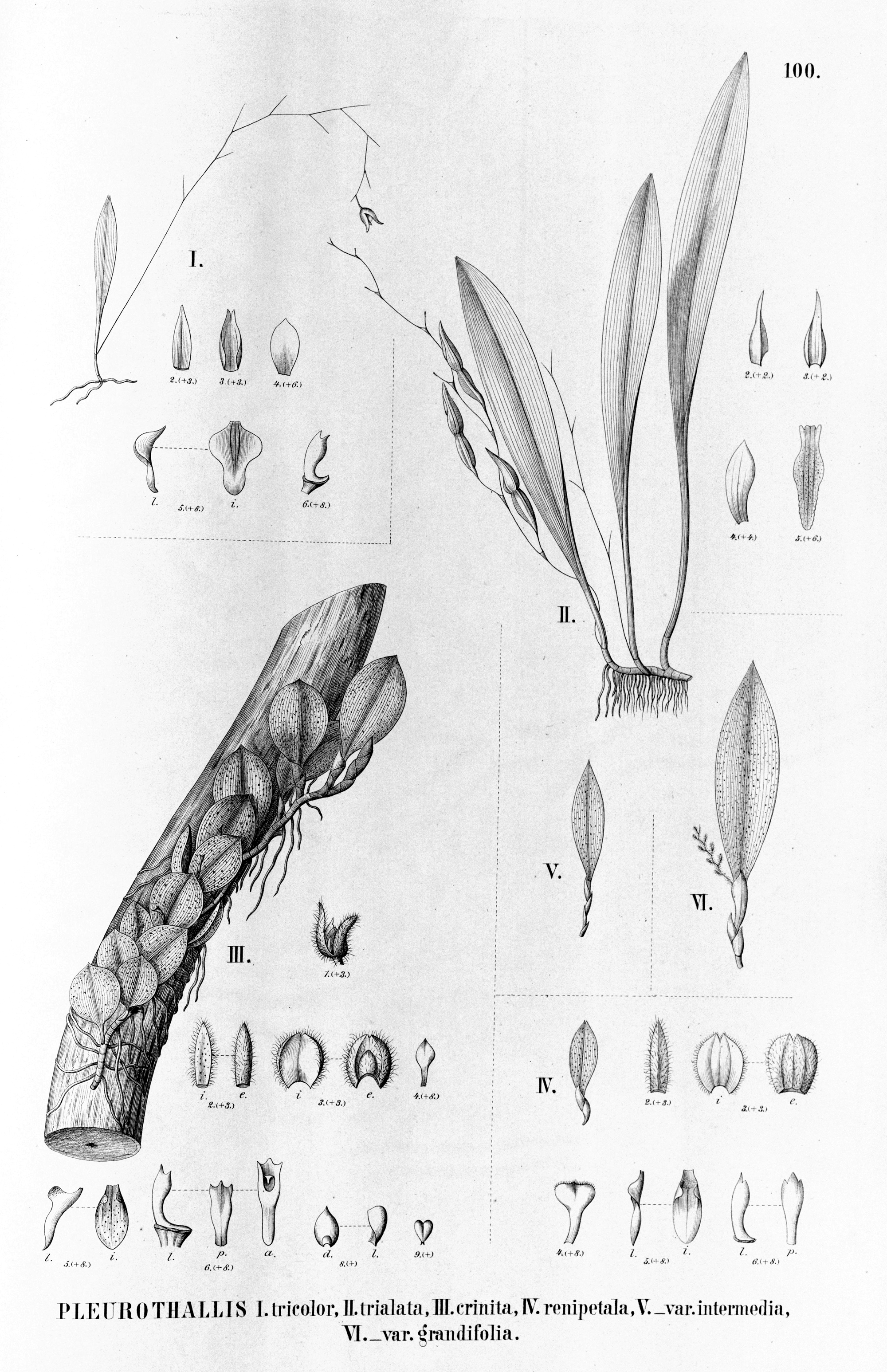